# ROM镜像

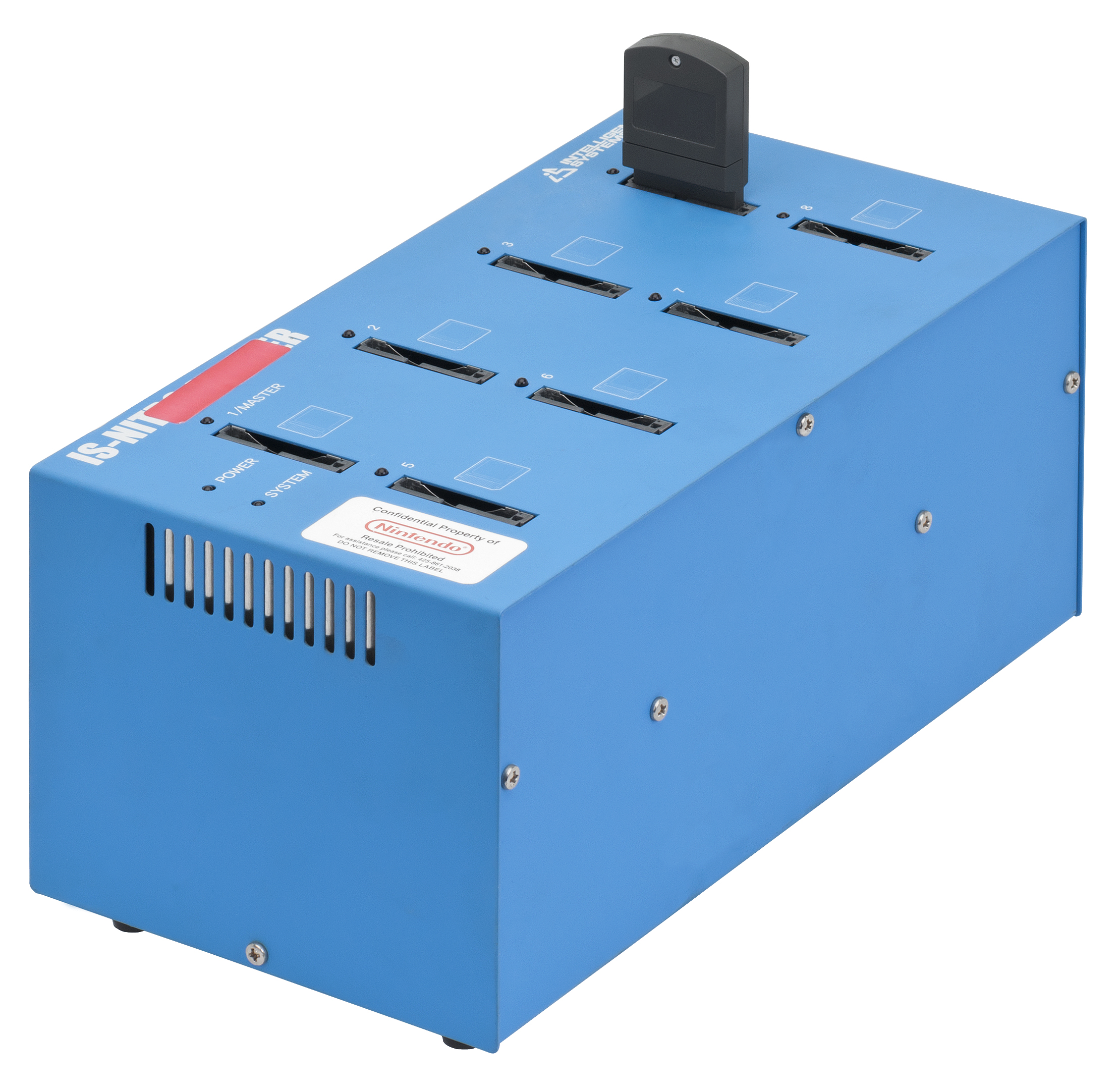
游戏开发商通过ROM烧录器（图为Intelligent Systems的任天堂DS烧录器）将ROM镜像复制到储存媒介，用于调试和质量测试

ROM镜像（ROM image），是指将计算机的只读存储器（ROM）中的数据完整地复制出来，压缩成一个可以存储在硬盘、光盘或其他存储介质上的文件。这个文件包含了ROM中的所有数据，其中可能包括启动程序、固件、BIOS等。
ROM镜像通常来自计算机固件、硬件制造商提供、ROM卡带、或是街机主板。ROM镜像可以以多种格式存储，常见的有ISO，BIN，IMG格式。
ROM 镜像本身并没有一个统一的严格定义。这个术语通常是由用户和开发者根据实际应用场景来使用的。
该词多随游戏机模拟器使用，即将老游戏或电脑固件数据复制为ROM文件，供现代计算机使用模拟器软件运行。